# Vall de la Lluna (Sardenya)

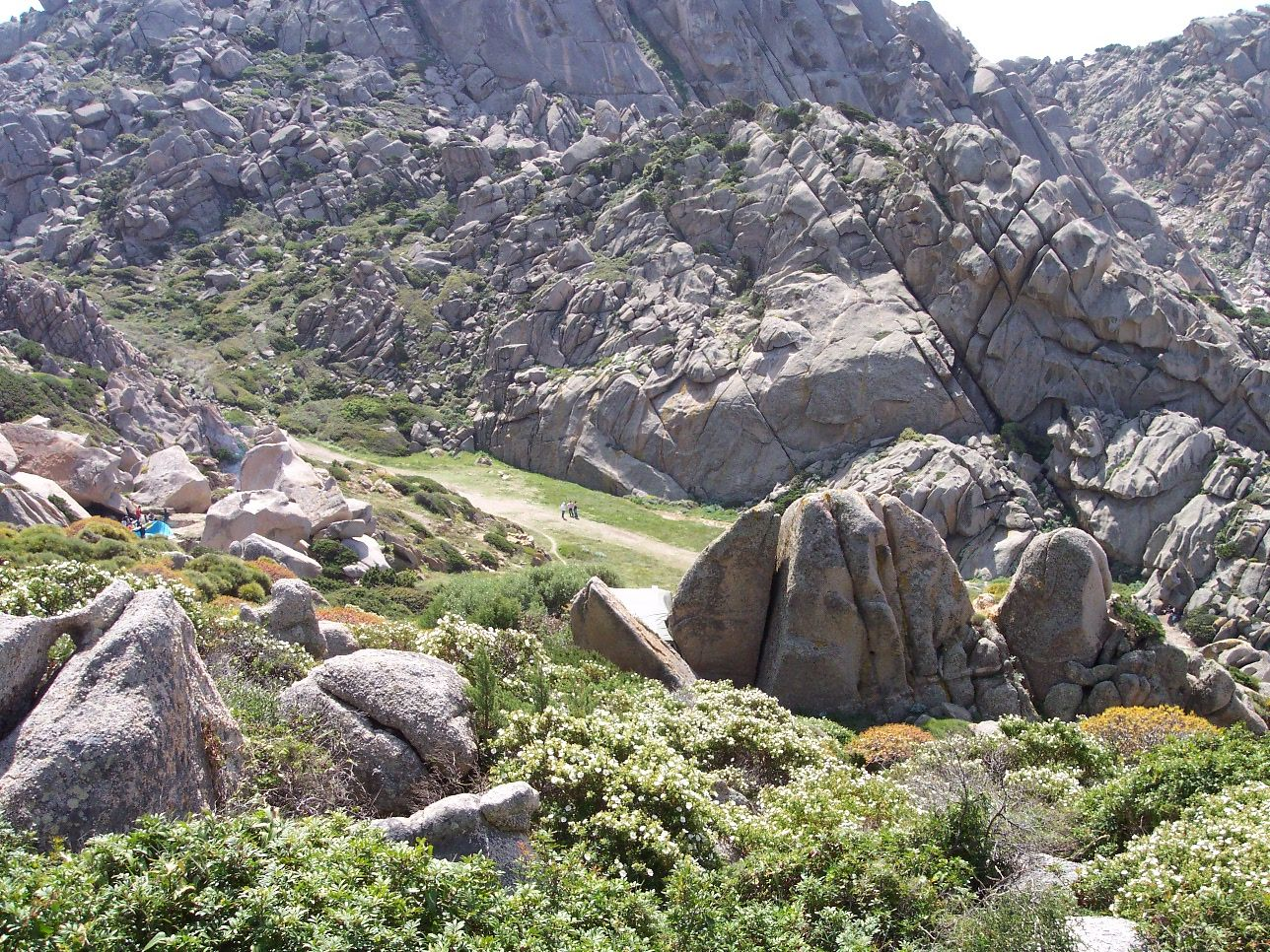
Vall de la Lluna

Il Valle della Luna o Cala Grande és una petita vall, d'uns 500 m de longitud, situada a l'oest del promontori de Capo Testa, al municipi de Santa Teresa Gallura (Sardenya, Itàlia). Aquesta vall rocosa es coneix com a "Vall de la Lluna", ja que és el nom donat a aquest lloc als anys 60 per una comunitat hippy. No s'ha de confondre amb la vall de la Lluna, dita també piana dels Grans Sassi, situada al territori de Aggius.

## Característiques
Es caracteritza per la presència en ambdós costats de la vall de roques granítiques de formes inusuals que, encara que no molt diferents de les que es troben en la resta del promontori, formen una vall recta que s'estén fins al mar. La part alta de la vall es caracteritza per una enorme roca de granit dividida en dues a causa de l'època romana, quan aquesta zona va ser objecte d'extracció de pedra. Aquesta combinació de roques, recorda la superfície de la lluna, d'aquí la popularització del nom. També s'hi troba una font d'aigua dolça i la vegetació és la típica de Capo Testa on hi preval arbocer, murtra i bruc.